# Сульфат алюмінію-амонію
Сульфат алюмінію-амонію, також відомий як алюмоамонійні галуни (існує багато різних речовин, які також називають «галун»), — це білий кристалічний подвійний сульфат, який зазвичай зустрічається у вигляді додекагідрату, формула {\displaystyle {\ce {(NH4) Al (SO4)2.12H2O}}}. Він використовується в невеликих кількостях у різних нішевих застосуваннях.

## Отримання
Отримують упарюванням при 80 °C суміші сульфату алюмінію та сульфату амонію:
{\displaystyle {\mathsf {Al_{2}(SO_{4})_{3}+(NH_{4})_{2}SO_{4}+24H_{2}O\ {\xrightarrow {}}\ 2NH_{4}Al(SO_{4})_{2}\cdot 12H_{2}O\downarrow }}}

## Виробництво та основні властивості
Алюмоамонійні галуни виготовляються з гідроксиду алюмінію, сірчаної кислоти та сульфату амонію. З калієвими галунами вони утворюють твердий розчин. Внаслідок піролізу залишається глинозем. Такий глинозем використовується у виробництві шліфувальних порошків та як прекурсор для синтетичних дорогоцінних каменів.
Додекагідрат зустрічається в природі як рідкісний мінерал чермігіт.

## Використання
Алюмоамонійні галуни не є основним промисловим хімікатом або особливо корисним лабораторним реагентом, але вони дешеві та ефективні, що мають багато нішевих застосувань. Вони використовуються для очищення води, у рослинних клеях, у порцелянових цементах, у дезодорантах, а також у дубленні, фарбуванні та вогнезахисті текстилю. Значення pH розчину, що утворюється в результаті місцевого застосування алюмоамонійних галунів з потом, зазвичай знаходиться в слабокислому діапазоні, від 3 до 5.
Амонійні галуни є поширеним інгредієнтом у спреях для відлякування тварин.
Харчова добавка Е523 як регулятор кислотності.